# شهرستان سویچانگ
شهرستان سویچانگ (به لاتین: Suichang County) یک شهرستان‌های جمهوری خلق چین در چین است که در لیشای واقع شده‌است.